# Communauté de communes de Saint-Sauveur-en-Puisaye
La communauté de communes de Saint-Sauveur-en-Puisaye était une communauté de communes française, située dans le département de l'Yonne et la région Bourgogne. Elle a fusionné le 1er janvier 2013 avec la communauté de communes Puisaye nivernaise pour former la communauté de communes Portes de Puisaye Forterre.

## Compétences
- Collecte et traitement des déchets des ménages et déchets assimilés
- Création, aménagement, entretien et gestion de zone d'activités industrielle, commerciale, tertiaire, artisanale ou touristique
- Action de développement économique (Soutien des activités industrielles, commerciales ou de l'emploi, Soutien des activités agricoles et forestières...)
- Tourisme
- Construction ou aménagement, entretien, gestion d'équipements ou d'établissements culturels, socio-culturels, socio-éducatifs, sportifs
- Activités périscolaires
- Activités culturelles ou socio-culturelles
- Activités sportives
- Constitution de réserves foncières
- Etudes et programmation
- Autres

## Autres adhésions
- Syndicat Mixte de Puisaye.
- Syndicat mixte pour l'habitat en Puisaye-Forterre.
- Syndicat mixte du Pays de Puisaye-Forterre.

## Histoire

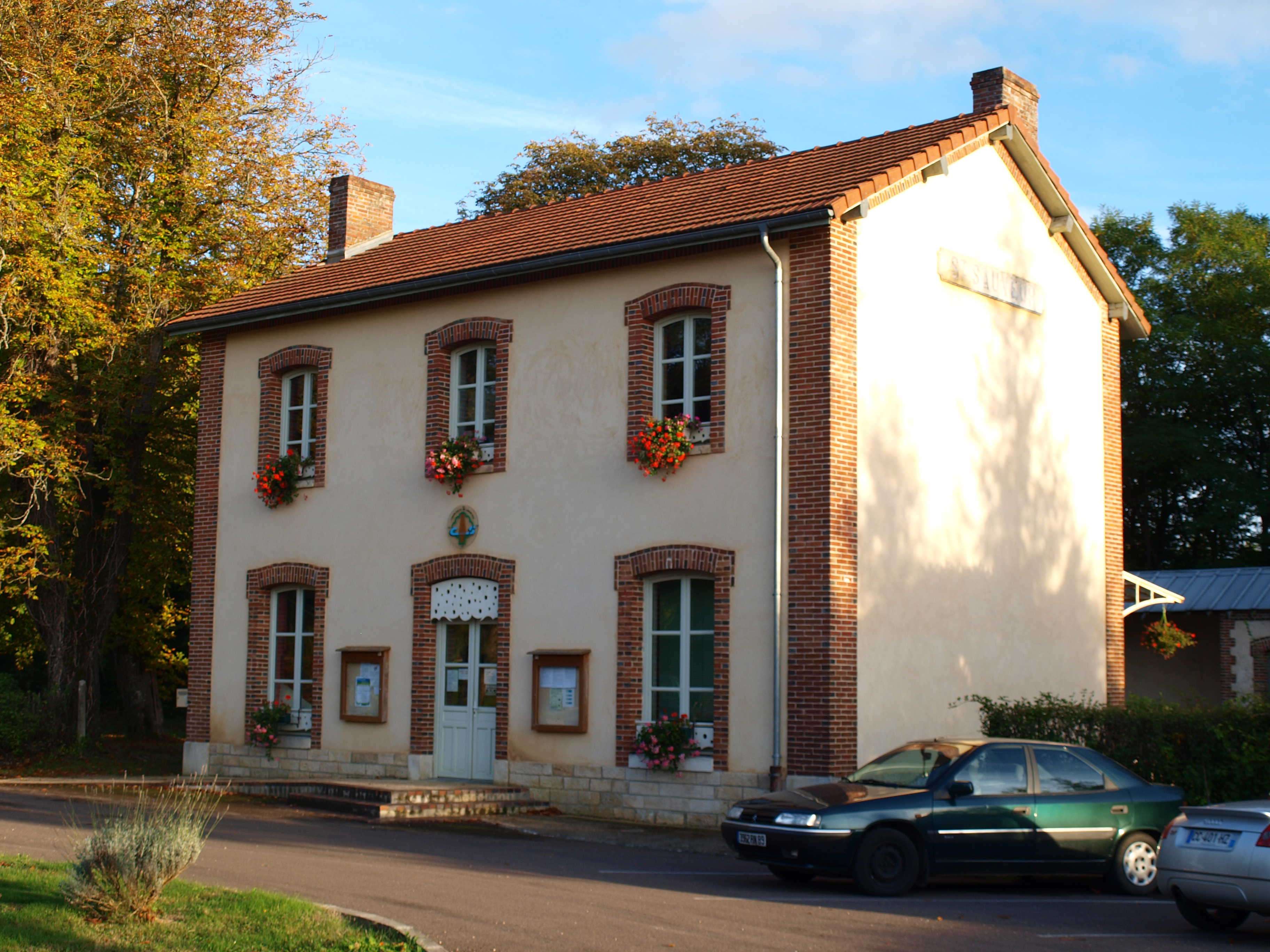
L'ancienne gare de Saint-Sauveur-en-Puisaye, qui accueille le siège de la communauté de communes.

- Création le 17 décembre 1996.
- Disparition le 31 décembre 2012.

## Composition
Elle regroupait 11 communes :
| Nom                         | Code Insee | Gentilé          | Superficie (km2) | Population (dernière pop. légale) | Densité (hab./km2) |
| --------------------------- | ---------- | ---------------- | ---------------- | --------------------------------- | ------------------ |
| Moutiers-en-Puisaye (siège) | 89273      |                  | 31,42            | 284 (2014)                        | 9                  |
| Fontenoy                    | 89179      | Putifontains     | 15,90            | 299 (2014)                        | 19                 |
| Lainsecq                    | 89216      | Lainsecquois     | 25,00            | 340 (2014)                        | 14                 |
| Levis                       | 89222      | Lévisois         | 12,08            | 236 (2014)                        | 20                 |
| Sainpuits                   | 89331      | Sanépuisiens     | 22,84            | 315 (2014)                        | 14                 |
| Sainte-Colombe-sur-Loing    | 89340      |                  | 14,76            | 201 (2014)                        | 14                 |
| Saints-en-Puisaye           | 89367      | Saintons         | 27,71            | 592 (2014)                        | 21                 |
| Saint-Sauveur-en-Puisaye    | 89368      | San-Salvatoriens | 30,89            | 906 (2014)                        | 29                 |
| Sougères-en-Puisaye         | 89400      | Sougérois        | 26,50            | 327 (2014)                        | 12                 |
| Thury                       | 89416      | Thurycois        | 23,22            | 444 (2014)                        | 19                 |
| Treigny                     | 89420      | Treignycois      | 52,70            | 879 (2014)                        | 17                 |